# Église Saint-Jean-Baptiste de Vimarcé
L'église Saint-Jean-Baptiste est un édifice religieux construit à Vimarcé, dans le département français de la Mayenne.

## Histoire
La nef et le chœur datent du XIe siècle, puis des travaux furent effectués vers 1555 et durant la seconde moitié du XIXe siècle.

## Mobilier

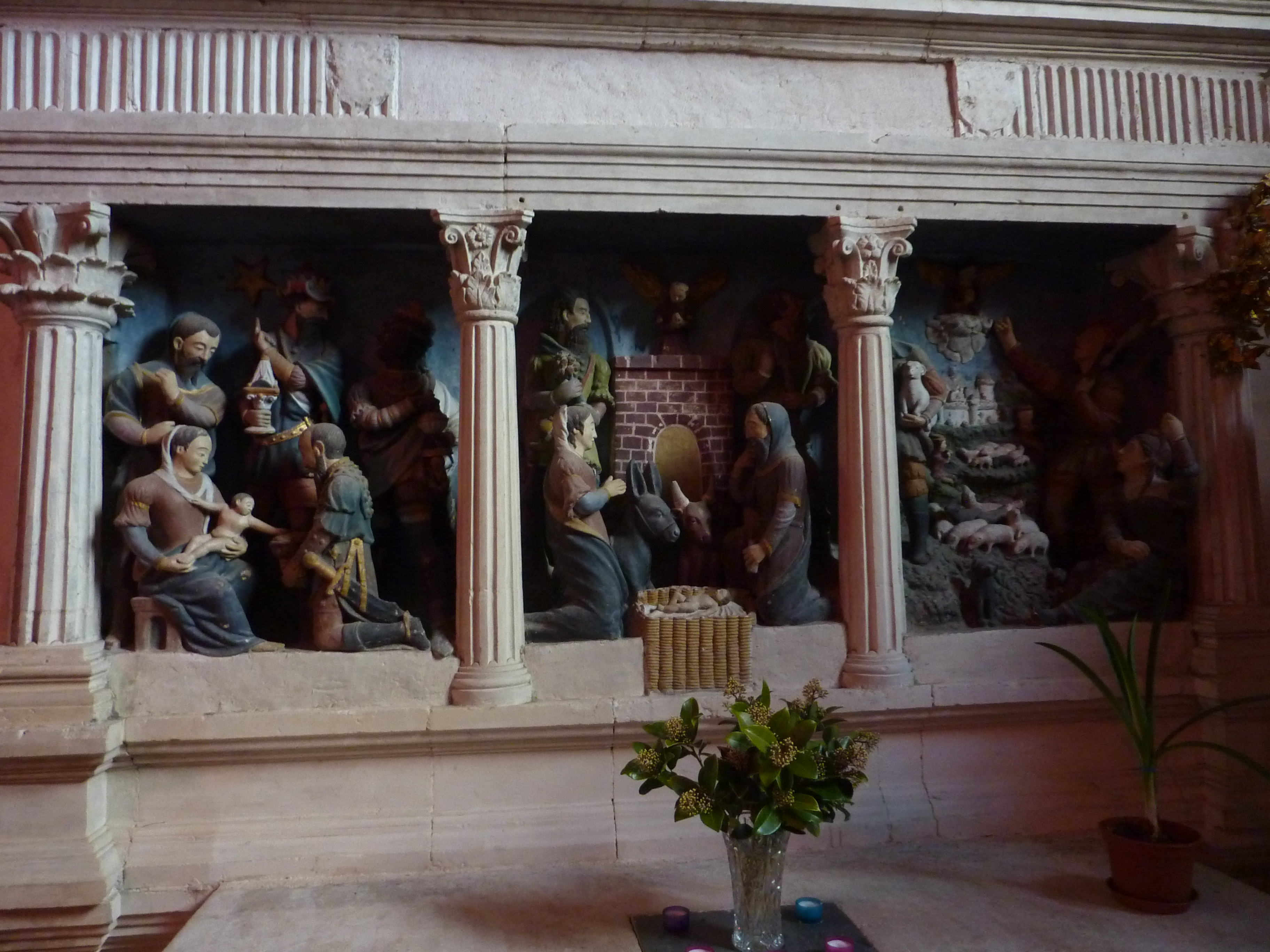
Autel-retable de la chapelle sud, église Saint-Jean-Baptiste, Vimarcé

Elle est notamment remarquable pour son autel-retable situé dans la chapelle sud, commandé vers 1562 par François Le Vexel et Louise du Bellay. Il fut construit en terre cuite, et les sculptures furent exécutés au cours de la première moitié du XIXe siècle.
Autre élément historique à signaler, des fonts baptismaux en granite sous la forme de deux cuves octogonales accolées datant du XVe siècle.

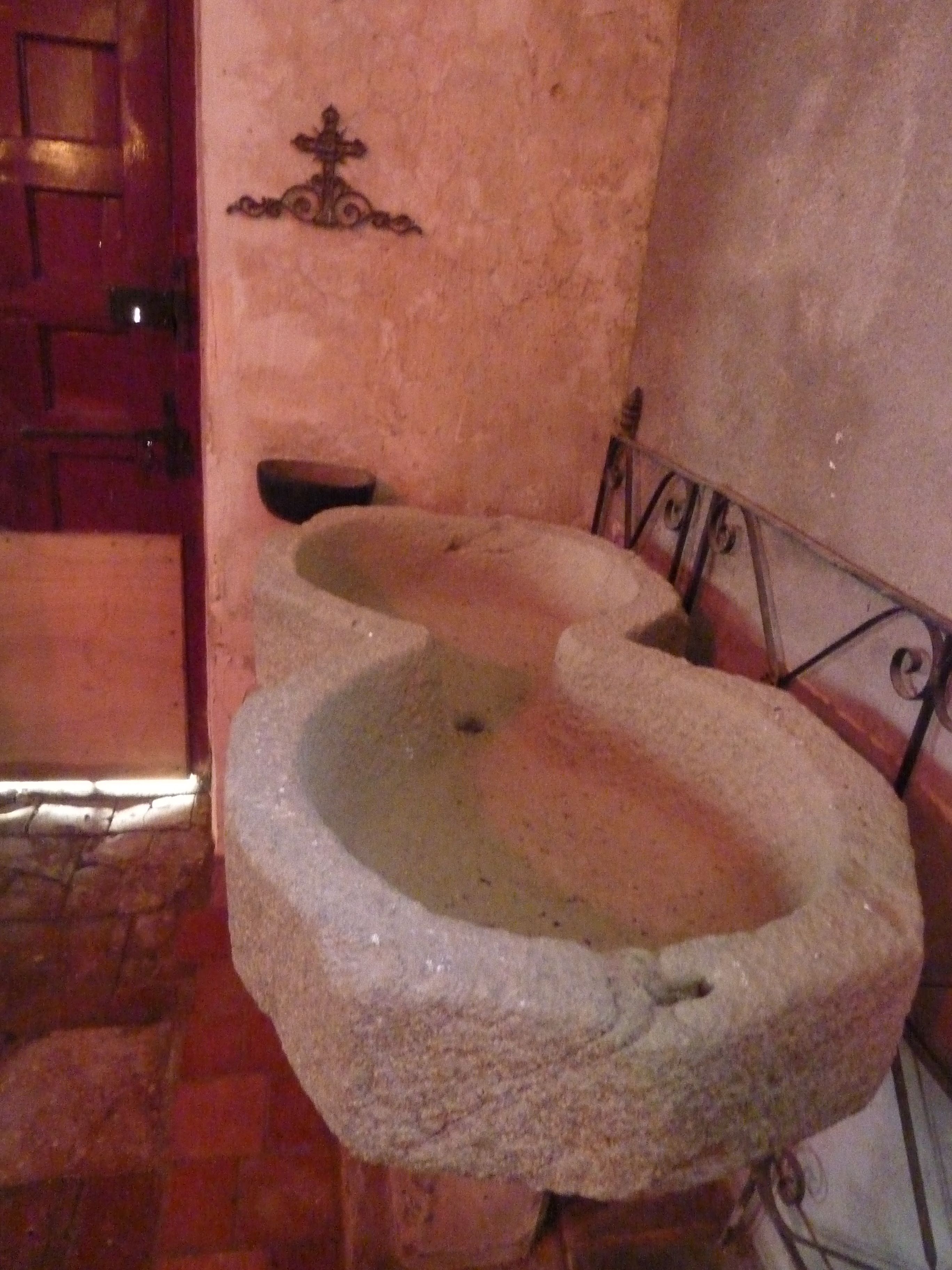
Les fonts baptismaux.